# トヨペット・スーパー
トヨペット・スーパーはトヨタ自動車工業（現・トヨタ自動車）が1953年（昭和28年）9月から1954年（昭和29年）10月まで生産していた乗用車である。

## 概要
スーパーはトヨペットブランドの中型4ドアセダンで、前モデルのトヨペット・SF型小型乗用車に搭載されていたS型エンジンに対し、排気量を50%も増し、熱損失の少ない燃焼室を持つ新開発のR型エンジンを搭載したことで、動力性能が格段に向上している。当時タクシーにも多く使われ、乱暴な運転で神風タクシーと恐れられた、1950年代の純国産ハイパフォーマンスカーの代表格でもある。

## モデル別解説
シャシははしご型フレームと、フロントアクスルをIビーム、リアをホーシングとした4輪リーフリジッドサスペンションの組み合わせという前時代的な構成である。このトラック然とした構成は、道路の舗装率が低く、その舗装路でさえもアスファルトが剥がれて穴だらけであった当時の日本の状況ではやむを得ない選択であり、こと耐久性に関しては、大口顧客であるタクシー業界からの要求は絶対であった。
一方、新開発のR型ガソリンエンジン（水冷直列4気筒 OHV 排気量1,453 cc  最高出力48 HP）を初めて搭載した乗用車でもあり、社運をかけて1955年（昭和30年）に登場させるべく開発を進めていた、初代トヨペット・クラウンRS型用パワートレインのテストベッドとしての役割も担っていた。それまで小型乗用車に使われていた、登場時から時代遅れと言われていた初代S型エンジン（水冷直列4気筒 SV 排気量995 cc 最高出力27 HP）より20馬力も強力になった結果、最高速度も100 Km/h の大台に乗った。
車台のコードネームはHであるが、車体設計と組み立ては2社のコーチビルダーで個別に行われており、それぞれの車両型式（かたしき）を持つに至った。この時代の日本車の車体は手作りの部分が多く、同じ車名、同じシャシでも製造工場がことなれば微妙に外観や仕様が異なることも当たり前で、仕様を指定すると納期が長くなる弊害もあった。トヨタの車名はエンジンと車台を表すアルファベットの組み合わせのみで、愛称も無く、仕様も毎年の様に変更されるおおらかな時代であり、スーパーの後継モデルである初代クラウンから新しい世代の乗用車として名実ともに変遷していった。

### RHK型
関東自動車工業製ボディで、Kは関東自工を表す。トヨペット・SFK型の進化型で1953年（昭和28年）9月 - 1954年（昭和29年）12月に約3600台生産された。S型エンジンを載せたSHK型（こちらは「スーパー」ではなく、「トヨペット・カストム」の名で販売された）も1953年（昭和28年）9月頃から130台生産された。関東自工は元航空機技術者集団の一つであったが、SFK型に続き、当時高級車の象徴であったアメリカ車に通ずる「見栄え」の良さがトヨタに高く評価され、以後、同社はトヨタグループの一員として重要な役割を果たし、センチュリーやレクサスブランドの乗用車を手がけるまでになる。

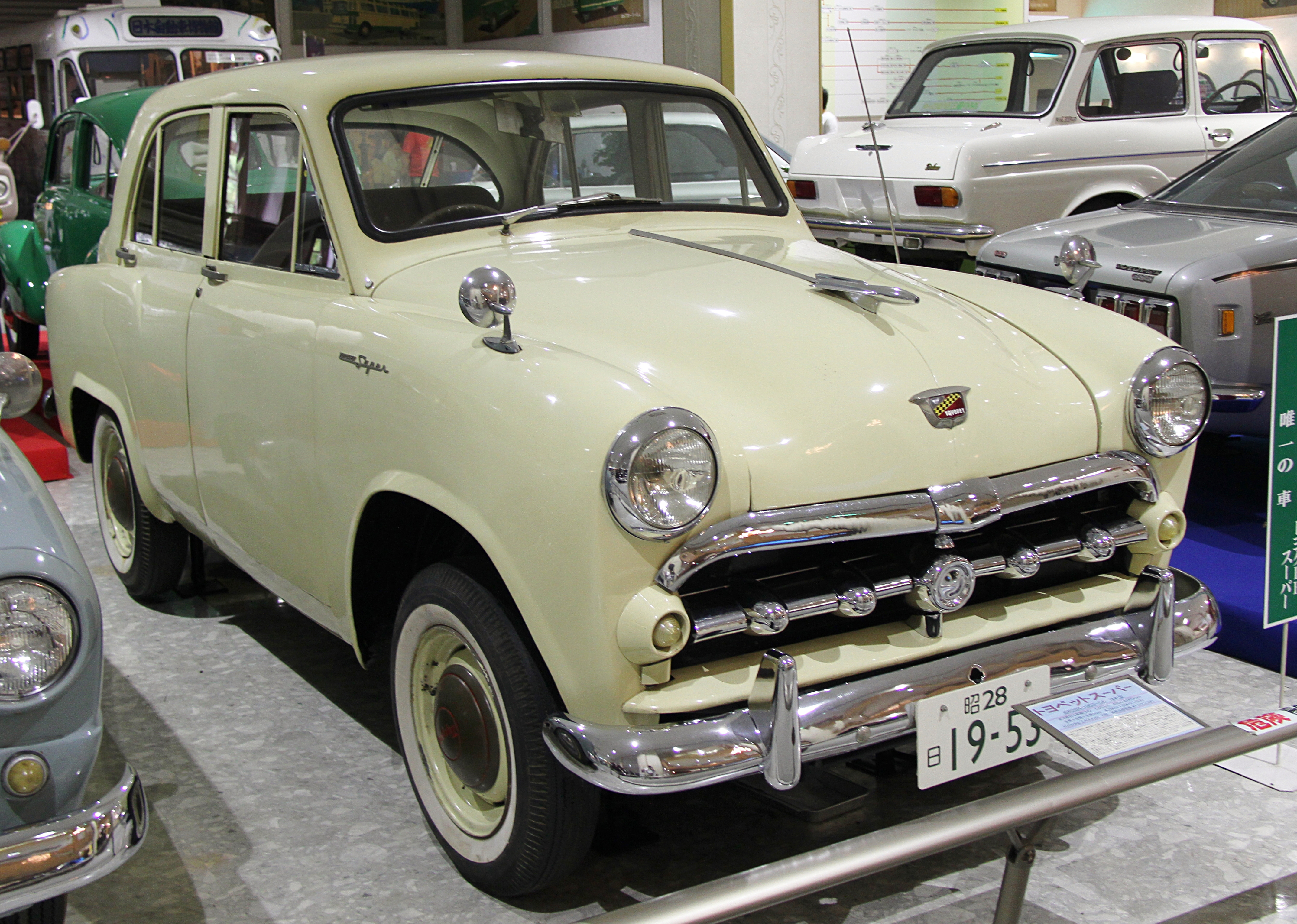
トヨペット・スーパー RHK型
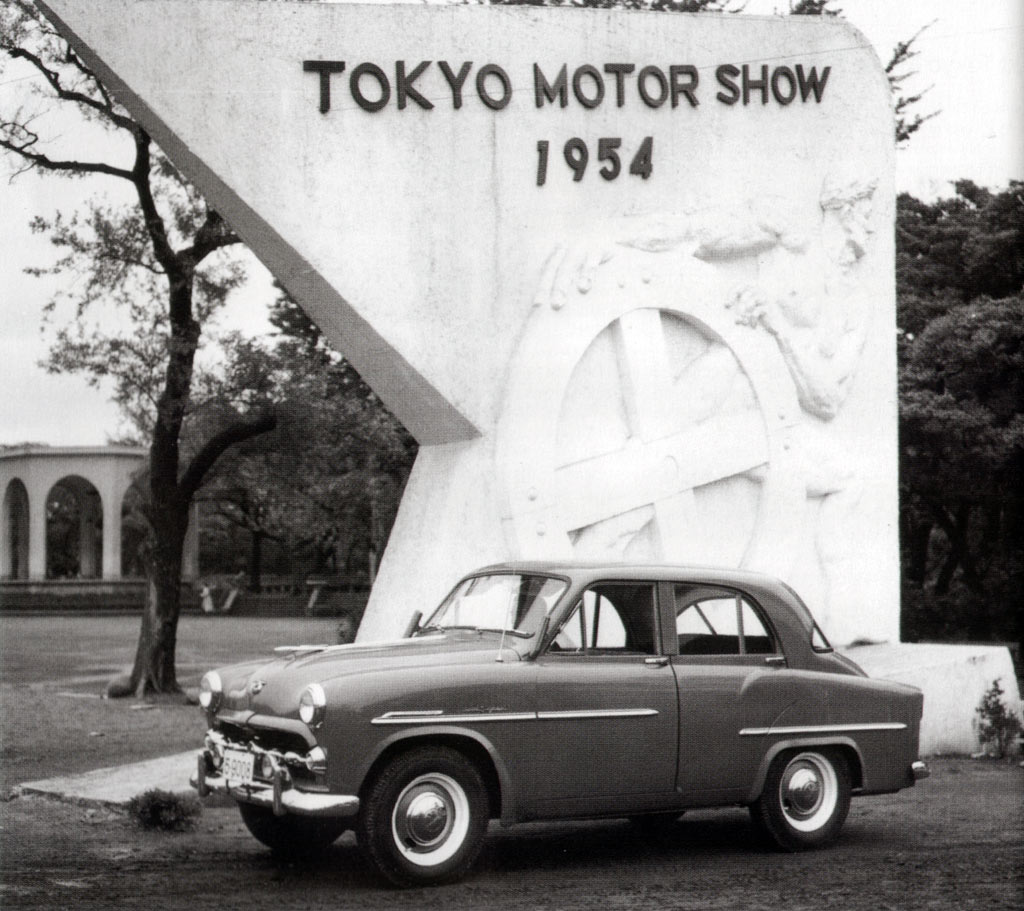
昭和29年（1954年）の全日本自動車ショウ時のトヨペット・スーパーRHK型

### RHN型

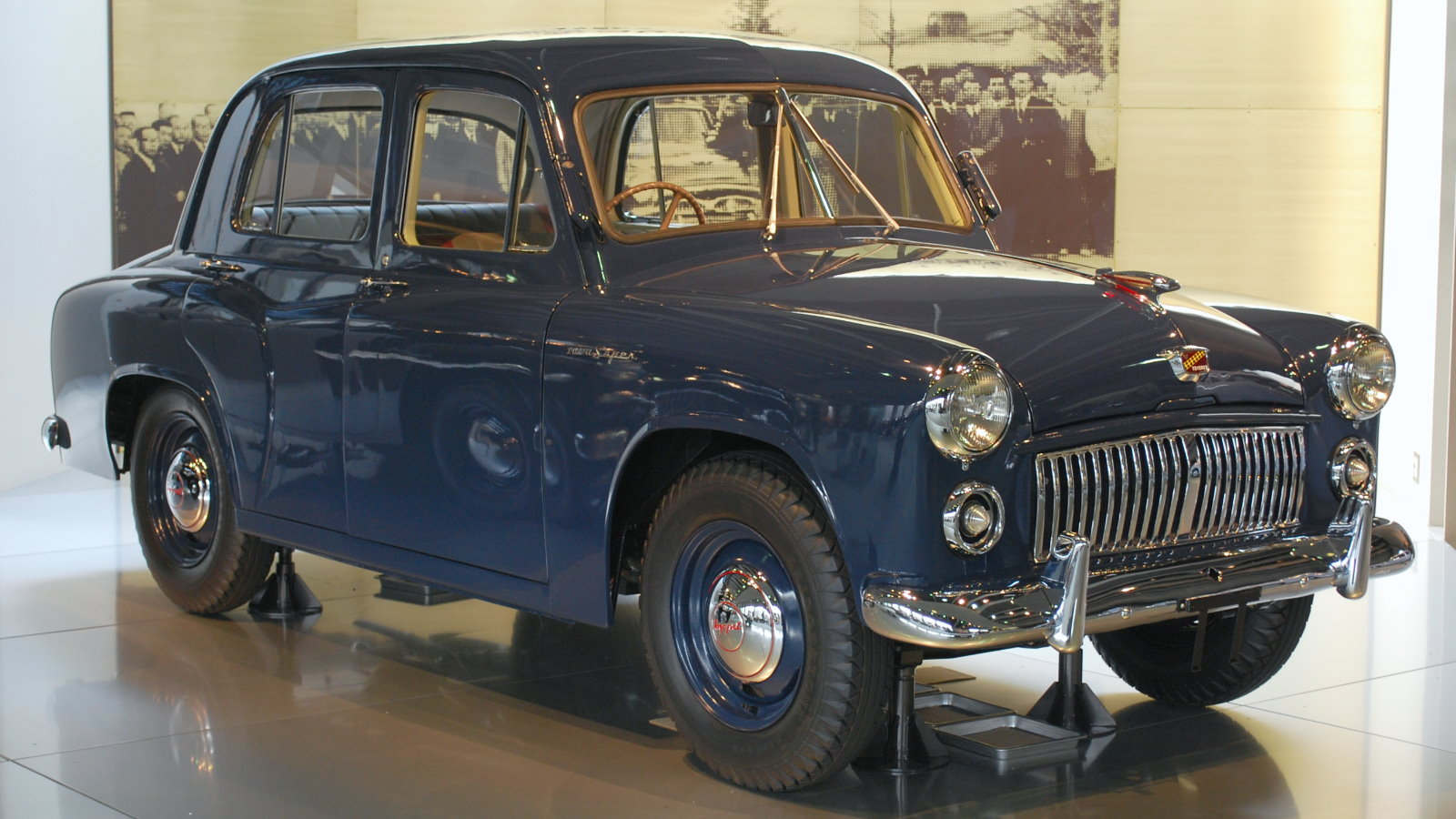
トヨペット・スーパー RHN型

中日本重工業製ボディで、Nは中日本重工を表す。RHK型と同時期に2015台が生産され、S型エンジンを載せたSHN型（SHK型同様、こちらも「トヨペット・カストム」の名で販売された）も約100台生産された。同社は戦後の過度経済力集中排除法の施行により、新三菱重工業が、東日本重工業、中日本重工業、西日本重工業の3社に分割されたうちのひとつであり、その後、再統合された三菱重工での自動車部門を経て、三菱自動車工業となっている。

## 販売

当時(1954年)の広告

この当時の日本国内では、乗用車を個人の自家用として所有する層は少数で、主に営業車としてタクシー業界や法人向けに販売された。

## トヨペットスーパーが登場した作品

### 書籍
- 『国産車100年の軌跡』 - 別冊モーターファン（三栄書房）
- 『日本自動車博物館』 - 今よみがえる男のロマン 幻の名車（CD企画）
- 『ぼくの日本自動車史』 ‐ 徳大寺有恒著 2011年6月10日刊 ISBN 978-4-7942-1833-9（草思社）